# Julio César Falcioni
Julio César Falcioni Capdevila (Buenos Aires, Argentina 20 de juliol de 1956) és un exfutbolista i entrenador argentí.

## Trajectòria

### Com a jugador
Falcioni va començar la seva trajectòria com porter en les divisions inferiors de Vélez, equip en el qual va debutar en Primera Divisió en el Campionat Metropolità de 1976. Allà va romandre fins al 1980.
El 1981 va ser traspassat al club colombià Amèrica de Cali, amb el qual va aconseguir tres finals consecutives de la Copa Libertadores, entre 1985 i 1987. L'equip va perdre les tres finals, contra Argentinos Juniors, River Plate i Peñarol, però va aconseguir tots els tornejos de 1982 a 1986 del Futbol Professional Colombià, convertint-lo en el porter estranger amb més títols de la Lliga colombiana de futbol i el porter que més gols ha convertit, amb cinc. Després de convertir-se en un símbol de l'equip colombià, va tornar a Argentina el 1990, al Club de Gimnasia y Esgrima La Plata. En tornar a l'Argentina, va ser convocat amb la selecció nacional per la Copa del Món de Futbol de 1990 (el tècnic Carlos Salvador Bilardo ja l'havia convocat el març de 1989, per a un partit amistós contra Colòmbia, a Barranquilla). Va jugar amb Gimnàstica entre 1990 i 1991, i va passar breument per Vélez Sarsfield. Després va tornar a Colòmbia i va finalitzar la seva carrera com a jugador en l'Once Caldas, de Manizales.

### Com a entrenador
Va començar la seva carrera en les banquetes dirigint les divisions inferiors del Club Atlético Vélez Sarsfield, debutant en l'última jornada de l'Obertura 1997, substituint Osvaldo Piazza fins que el club va contractar Marcelo Bielsa. En l'Obertura 1998, de nou com a interí, va dirigir al primer equip durant els últims quatre partits substituint Eduardo Solari i sent després reemplaçat per Eduardo Luján Manera. L'última substitució de Falcioni a Vélez Sarsfield va tenir lloc al final del Clausura 1999, després de la dimissió de Manera, ja que per a l'Obertura 1999 havia estat contractat com a Director Tècnic de manera definitiva, càrrec que va mantenir fins a l'Obertura 2000.
Va entrenar al Club Olimpo de Bahía Blanca de 2002 a 2003, aconseguint 51 punts (20 en l'Obertura i 31 en el Clausura) i va assegurar la permanència del club en primera divisió. En el Clausura de 2003, Cristian Castillo va ser el golejador dels bahienses amb 11 dianes (sis menys que Luciano Figueroa, qui va ser el màxim golejador d'aquell torneig).
Va debutar com a entrenador del Club Atlético Banfield el 2 d'agost de 2003. En aquest equip va aconseguir la classificació per disputar la Copa Libertadores 2005, arribant fins als quarts de final, ronda en la que van ser eliminats per River Plate.
En 2005, Falcioni va prendre les regnes d'Independiente, conjunt d'Avellaneda. El primer semestre va ser bastant acceptable, ja que amb jugadors com Sergio Agüero, Nicolás Frutos i Oscar Ustari, l'equip va aconseguir la quarta posició del torneig. En el segon semestre no va ser el mateix. Amb la marxa de Frutos, Sergio Órteman i el capità Lucas Pusineri, Independiente no va aconseguir classificar-se per les competicions sudamericanes de la següent temporada, la qual cosa va portar com a conseqüència el fi del cicle de Falcioni amb els Diables Vermells argentins.
Des de la sisena data de l'Obertura 2006 i fins a la fi del campionat va dirigir al Club Atlético Colón. El 22 d'agost de 2007, va ser contractat com a director tècnic de Gimnàstica i Esgrima La Plata. A causa dels mals resultats en el club 'tripero', va presentar la seva renúncia.
Després d'un temps sense dirigir cap equip, el 24 de març de 2009, va signar novament com a director tècnic de Banfield. En aquesta segona etapa al capdavant del club, va guanyar el Torneig Obertura, el primer títol a nivell professional de la institució, i alhora el seu primer títol com a entrenador, amb la particularitat de ser l'únic exporter a coronar-se com a tècnic campió en la màxima categoria del futbol argentí. En el primer semestre de 2010 va disputar la Copa Libertadores, arribant fins a vuitens de final, en la qual va ser eliminat per Internacional de Porto Alegre, que fet i fet va ser el campió d'aquesta edició. En finalitzar la temporada, va renovar el seu contracte amb Banfield per dos anys, però ho va rescindir després de l'Obertura 2010, en presentar-se-li l'oportunitat de dirigir Boca Juniors.
El 22 de desembre de 2010, va assumir la direcció tècnica del planter professional xeneize, ocupant el càrrec que va deixar vacant Claudio Borghi. En la seva primera presentació en els tornejos d'estiu de l'Argentina, va obtenir la Copa d'Or YPF i la Copa Luis B. Nofal. El seu debut oficial no va ser el desitjat, patint una derrota 1-4 a La Bombonera enfront de Godoy Cruz de Mendoza. Malgrat guanyar contra Racing de Avellaneda amb un gol de Pablo Mouche, l'equip va començar una ratxa negativa que es va estendre fins a la setena jornada, quan va vèncer a Colón de Santa Fe, amb gol de Juan Román Riquelme. En la 14a jornada del torneig, va obtenir la victòria més important del seu cicle, en derrotar en el superclásico del futbol argentí a River Plate per 2-0 en condició de local. A més, va tenir com a tècnic de Boca, una ratxa de més de 30 partits sense perdre. El 4 de desembre, es va consagrar campió del Torneig Obertura 2011 amb el club blau i or, amb el menor nombre de gols rebuts en la història dels tornejos curts i amb un marge de 12 punts respecte el subcampió.
En 2012 va aconseguir arribar a la final de la Copa Libertadores contra Corinthians. El partit d'anada, disputat a Buenos Aires, va acabar 1-1. En el partit de tornada, va ser derrotat 2-0 pels brasilers. En el Clausura 2012, Boca es va mantenir punter la major part del campionat, arribant amb tres punts d'avantatge sobre els seus rivals, però un empat i dues derrotes consecutives ho van deixar relegat al quart lloc.
El 8 d'agost de 2012, va aconseguir la Copa Argentina, en vèncer a Racing Club de Avellaneda 2-1 en la final disputada a la Província de San Juan, sent el tercer títol en la carrera de l'entrenador argentí. En el Torneig Inicial 2012, va realitzar una campanya acceptable amb Boca, sumant 33 punts i finalitzant en el cinquè lloc. Va classificar a la Copa Libertadores 2013. No obstant això, l'equip mai va mostrar un bon nivell de joc, i les seves úniques virtuts van ser les aparicions individuals de jugadors com Juan Sánchez Miño i Leandro Paredes.
En els dies previs a l'última jornada del Torneig Inicial 2012, el president de Boca, Daniel Angelici, es va reunir amb Falcioni per gestionar la renovació del contracte de l'Emperador. Tot semblava estar fet perquè Falcioni continués un any més al capdavant de la direcció tècnica de Boca, però en l'últim partit contra Godoy Cruz en la Bombonera, Falcioni va ser insultat massivament pels seguidors xeneizes, els qui al seu torn van demanar la tornada de Carlos Bianchi. Uns dies després, Falcioni va manifestar que malgrat tot desitjava seguir a càrrec del club, però Daniel Angelici va entendre que els seguidors havien estat contundents i, de manera conjunta van decidir no renovar el contracte. L'Emperador es va anar de Boca amb una alta mitjana, però va quedar exposat en relació amb el maneig del grup i les seves famoses discussions amb Juan Román Riquelme.
Per a la segona meitat de 2013 va ser contractat per All Boys, amb la finalitat de reemplaçar a José Santos Romero. No obstant això, després de caure derrotat 3 a 2 davant Lanús en condició de local, va decidir renunciar al càrrec en la 16a jornada. En la institució del barri bonaerense de Floresta només va aconseguir 16 punts en la mateixa quantitat de partits disputats en el Torneig Inicial 2013, producte de tres victòries, set empats i sis derrotes.
El 27 de maig de 2014, va ser confirmat com a entrenador del planter professional de la Universitat Catòlica, a Xile. Va guanyar tres dels seus primers quatre partits al comandament dels croats, però després va començar una mala ratxa que va deixar a l'equip eliminat de la Copa Sud-americana pel River Plate d'Uruguai, amb un marcador global de 4-0. Tampoc va avançar als vuitens de final de la Copa de Xile, quedant eliminat en fase de grups, i es va quedar sense possibilitats de lluitar pel títol de l'Obertura 2014. El 25 de novembre, la directiva del club va prendre la determinació d'acomiadar l'argentí després de la seva pobre campanya en el Torneig d'Obertura, la pitjor des de 1973. Va finalitzar catorzè en el campionat, sumant nou derrotes, de les quals es destaquen les patides davant la Universitat de Xile (3-0) i Colo-Colo (2-1).

## Selecció nacional
Va ser internacional amb la Selecció de futbol de l'Argentina en tres ocasions. Va ser convocat en 1989, pel director tècnic Carlos Salvador Bilardo, per a un partit amistós contra el seleccionat colombià, jugat en Barranquilla. L'elenc cafetero va guanyar, 1-0 però Falcioni va evitar un marcador més engruixat.

### Participacions en Copes Amèrica
| Copa              | Seu    | Resultat |
| ----------------- | ------ | -------- |
| Copa Amèrica 1989 | Brasil | 3° lloc  |

## Marques
- És el director tècnic, exarquero, que més títols ha guanyat a Argentina: el Torneig Obertura 2009 amb Banfield, el Torneig Obertura 2011 amb Boca Juniors, i la Copa Argentina amb aquest últim, després de vèncer a Racing Club en la final.
- És considerat un dels millors arqueros estrangers en tota la història del futbol professional colombià.
- En 1980, li va atallar dos penals a Argentins Juniors en un mateix partit, tots dos a Diego Armando Maradona.[12]
- Entre 1982 i 1986 va ser campió amb l'Amèrica, imposant l'equip escarlata una marca absoluta i encara vigent en la història del torneig colombià. Falcioni va ser sempre l'home de confiança del tècnic Gabriel Ochoa Uribe dins del terreny de joc.[3] Addicionalment, va esdevenir el primer porter tirador de penals a Colòmbia, alguna cosa que no s'acostumava aleshores. En la història de l'Amèrica, Falcioni és el portera que més penals ha cobrat i marcat, amb cinc gols en total.
- En l'última data del Campionat colombià 1987 es va jugar el duel Nacional-Amèrica, on el conjunt verd era l'ampli favorit de la trobada i a més tenia la primera opció per classificar a la Copa Libertadores de 1988. Als 64 minuts, el arquero americà Falcioni li va tapar un penal a Juan Jairo Galeano. Als 71, Amèrica va marcar l'1-0, per mitjà de Willington Ortiz. I als 89, Falcioni va tapar un segon penal, aquesta vegada a Humberto Sierra.[13] Va acabar el partit amb triomf escarlata 0-1 i amb això l'equip dels Diables Vermells va aconseguir el subtítol (el campió d'aquell any va ser Milionaris) i el contingent a la Copa Libertadores de 1988, mentre que Nacional es va quedar amb les mans buides.[14][15] L'actuació americana va ser qualificada d'heroica i miraculosa, i Falcioni es va consagrar com el millor de la trobada.
- Com a entrenador de Boca Juniors, es va consagrar campió invicte de l'Obertura 2011, equip que va rebre només sis gols en 19 partits, estadística històrica per al futbol argentí.
- Va mantenir un invicte de 33 partits oficials com a entrenador de Boca Juniors, sent el segon entrenador a aconseguir aquesta ratxa de partits invictes de tota la història professional de Boca Juniors. El primer, Carlos Bianchi, va sumar els seus 33 partits invictes als set que havia deixat García Cambón, donant-li a Boca Junys el rècord de 40 partits invictes en competències locals.[16][17][18]
- Va perdre quatre finals de Copa Libertadores d'Amèrica, tres d'elles com a jugador (1985, 1986 i 1987, amb Amèrica), i una com a entrenador (2012, amb Boca Juniors).

## Clubs

### Com a entrenador
| Club                          | País      | Any       |
| ----------------------------- | --------- | --------- |
| Vélez Sarsfield               | Argentina | 1999–2000 |
| Olimp                         | Argentina | 2002–2003 |
| Banfield                      | Argentina | 2003–2005 |
| Independent                   | Argentina | 2005–2006 |
| Colón                         | Argentina | 2006–2007 |
| Gimnàstica i Esgrima La Plata | Argentina | 2007      |
| Banfield                      | Argentina | 2009–2010 |
| Boca Juniors                  | Argentina | 2011–2012 |
| All Boys                      | Argentina | 2013      |
| Universitat Catòlica          | Xile      | 2014      |
| Quilmes                       | Argentina | 2015      |

## Estadístiques

### Com a jugador
| Club                          | PJ  | Gols |
| ----------------------------- | --- | ---- |
| Vélez Sarsfield               | 229 | 0    |
| Amèrica de Cali               | 376 | 5    |
| Gimnàstica i Esgrima La Plata | 19  | 0    |
| Vélez Sarsfield               | 20  | 0    |
| Once Caldas                   | 4   | 0    |

### Com a entrenador
| Equip           | PJ  | PG  | PE  | Pàg | GF  | GC  | DC   | Ptes. | %     |
| Vélez Sarsfield | 61  | 22  | 21  | 18  | 84  | 73  | +11  | 84    | 47.54 |
| Olimp           | 37  | 13  | 9   | 15  | 41  | 47  | -6   | 48    | 43.24 |
| Banfield        | 87  | 38  | 25  | 24  | 123 | 90  | +33  | 139   | 53.26 |
| Independent     | 38  | 14  | 13  | 11  | 52  | 40  | +12  | 55    | 48.25 |
| Colón           | 33  | 11  | 10  | 12  | 43  | 44  | -1   | 42    | 43.43 |
| Gimnàstica LP   | 15  | 5   | 3   | 7   | 12  | 16  | -4   | 18    | 40    |
| Banfield        | 81  | 34  | 25  | 22  | 106 | 77  | +29  | 127   | 52.26 |
| Boca Juniors    | 97  | 47  | 35  | 15  | 134 | 86  | +48  | 178   | 60.48 |
| All Boys        | 18  | 4   | 8   | 6   | 16  | 18  | -2   | 20    | 37.04 |
| O.Catòlica      | 17  | 6   | 2   | 9   | 19  | 22  | -3   | 20    | 39.22 |
| Quilmes         | 18  | 5   | 4   | 9   | 21  | 26  | -5   | 19    | 35.19 |
| TOTAL           | 502 | 199 | 155 | 148 | 651 | 539 | +112 | 752   | 49.93 |
| --------------- | --- | --- | --- | --- | --- | --- | ---- | ----- | ----- |

## Palmarès com a jugador

### Campionats nacionals
| Títol              | Club            | País     | Any  |
| ------------------ | --------------- | -------- | ---- |
| Campionat colombià | Amèrica de Cali | Colòmbia | 1982 |
| Campionat colombià | Amèrica de Cali | Colòmbia | 1983 |
| Campionat colombià | Amèrica de Cali | Colòmbia | 1984 |
| Campionat colombià | Amèrica de Cali | Colòmbia | 1985 |
| Campionat colombià | Amèrica de Cali | Colòmbia | 1986 |

## Palmarès com a entrenador

### Campionats nacionals
| Títol            | Club         | País      | Any  |
| ---------------- | ------------ | --------- | ---- |
| Torneig Obertura | Banfield     | Argentina | 2009 |
| Torneig Obertura | Boca Juniors | Argentina | 2011 |
| Copa Argentina   | Boca Juniors | Argentina | 2012 |